# Кобзаревка (Кировоградская область)
Кобзаревка (укр. Кобзарівка) — село в Великоандрусовской сельской общине Александрийского района Кировоградской области Украины.
До 2020 года входило в Светловодский район
Население по переписи 2001 года составляло 126 человек. Почтовый индекс — 27533. Телефонный код — 5236. Код КОАТУУ — 3525281802.